# ۱۳۲۶ (قمری)
۱۳۲۶ (قمری)، هزار و سیصد و بیست و ششمین سال در گاهشماری هجری قمری است. اول محرم این سال برابر با چهارم فوریه سال ۱۹۰۸ میلادی است.

## وابسته
- احمد کسروی
- جنبش مشروطه ایران
- سید جمال‌الدین واعظ
- اسماعیل مرزبان
- مجلس شورای ملی اول
- سید محمدکاظم طباطبایی یزدی